# Экранизации произведений Стивена Кинга
Это список фильмов, телефильмов и телесериалов, основанный на работах Стивена Кинга (включая заголовки Ричарда Бахмана). Библиография Кинга также включает работы, которые он написал непосредственно для других форматов, таких как сценарии, телепостановки, комиксы и аудиокниги.

## Фильмы
Нажмите на  список отсортируется по выбранному столбцу.
| Фильм                                   | Оригинальное название              | Жанр                                                         | Год  | Режиссёр                    | Экранизированное произведение                    | Тип                  | Год  | Прочее                                                                      |
| --------------------------------------- | ---------------------------------- | ------------------------------------------------------------ | ---- | --------------------------- | ------------------------------------------------ | -------------------- | ---- | --------------------------------------------------------------------------- |
| Кэрри                                   | Carrie                             | мистика, ужасы, драма                                        | 1976 | Брайан Де Пальма            | Кэрри                                            | Роман                | 1974 |                                                                             |
| Сияние                                  | The Shining                        | триллер, ужасы                                               | 1980 | Стэнли Кубрик               | Сияние                                           | Роман                | 1977 |                                                                             |
| Калейдоскоп ужасов                      | Creepshow                          | мистика, ужасы, комедия                                      | 1982 | Джордж Ромеро               | Сорняки, Ящик                                    | Рассказы             | 1982 | Сценарий для остальных трёх эпизодов был написан специально для фильма      |
| Куджо                                   | Cujo                               | триллер, ужасы                                               | 1983 | Льюис Тиг                   | Куджо                                            | Роман                | 1981 |                                                                             |
| Мёртвая зона                            | The Dead Zone                      | мистика, триллер, ужасы                                      | 1983 | Дэвид Кроненберг            | Мёртвая зона                                     | Роман                | 1979 |                                                                             |
| Кристина                                | Christine                          | мистика, ужасы                                               | 1983 | Джон Карпентер              | Кристина                                         | Роман                | 1983 |                                                                             |
| Дар дьявола                             | The Devil’s Gift                   | ужасы                                                        | 1984 | Кеннет Дж. Бертон           | Обезьяна                                         | Рассказ              | 1980 |                                                                             |
| Дети кукурузы                           | Children of the Corn               | триллер, ужасы                                               | 1984 | Фриц Кирш                   | Дети кукурузы                                    | Рассказ              | 1977 |                                                                             |
| Воспламеняющая взглядом                 | Firestarter                        | мистика, триллер, ужасы                                      | 1984 | Марк Лестер                 | Воспламеняющая взглядом                          | Роман                | 1980 |                                                                             |
| Кошачий глаз                            | Cat’s Eye                          | ужасы                                                        | 1985 | Льюис Тиг                   | Корпорация «Бросайте курить», Карниз             | Рассказы             | 1978 | Третья объединяющая новелла «Генерал» написана специально для фильма        |
| Серебряная пуля                         | Silver Bullet                      | мистика, ужасы                                               | 1985 | Дэниел Эттайес              | Цикл оборотня                                    | Повесть              | 1983 |                                                                             |
| Максимальное ускорение                  | Maximum Overdrive                  | ужасы                                                        | 1986 | Стивен Кинг                 | Грузовики                                        | Рассказ              | 1973 |                                                                             |
| Останься со мной                        | Stand by Me                        | драма                                                        | 1986 | Роб Райнер                  | Тело                                             | Рассказ              | 1982 |                                                                             |
| Сражение                                | Сражение                           | боевик с элементами фантасмагории                            | 1986 | Михаил Титов                | Поле боя                                         | Рассказ              | 1977 | Советский мультфильм по мотивам рассказа                                    |
| Бегущий человек                         | The Running Man                    | фантастика, боевик                                           | 1987 | Пол Майкл Глэйзер           | Бегущий человек                                  | Роман                | 1982 |                                                                             |
| Калейдоскоп ужасов 2                    | Creepshow 2: The Raft              | ужасы                                                        | 1987 | Майкл Горник                | Плот                                             | Рассказ              | 1982 | 2-й эпизод фильма                                                           |
| Кладбище домашних животных              | Pet Sematary                       | ужасы                                                        | 1989 | Мэри Лэмберт                | Кладбище домашних животных                       | Роман                | 1983 |                                                                             |
| Ночная смена                            | Graveyard Shift                    | ужасы                                                        | 1990 | Ральф Синглтон              | Ночная смена                                     | Рассказ              | 1970 |                                                                             |
| Мизери                                  | Misery                             | триллер                                                      | 1990 | Роб Райнер                  | Мизери                                           | Роман                | 1987 |                                                                             |
| Иногда они возвращаются                 | Sometimes They Come Back           | ужасы                                                        | 1991 | Том Маклафлин               | Иногда они возвращаются                          | Рассказ              | 1974 |                                                                             |
| Лунатики                                | Sleepwalkers                       | ужасы                                                        | 1992 | Мик Гаррис                  |                                                  | Сценарий             | -    |                                                                             |
| Тёмная половина                         | The Dark Half                      | триллер                                                      | 1992 | Джордж Ромеро               | Тёмная половина                                  | Роман                | 1989 |                                                                             |
| Нужные вещи                             | Needful Things                     | мистика, триллер                                             | 1993 | Фрейзер Кларк Хестон        | Нужные вещи                                      | Роман                | 1990 |                                                                             |
| Побег из Шоушенка                       | The Shawshank Redemption           | драма                                                        | 1994 | Фрэнк Дарабонт              | Рита Хейуорт и спасение из Шоушенка              | Повесть              | 1982 |                                                                             |
| Давилка                                 | The Mangler                        | ужасы                                                        | 1995 | Тоуб Хупер                  | Мясорубка                                        | Рассказ              | 1972 |                                                                             |
| Долорес Клэйборн                        | Dolores Claiborne                  | драма                                                        | 1995 | Тэйлор Хэкфорд              | Долорес Клэйборн                                 | Роман                | 1993 |                                                                             |
| Иногда они возвращаются… снова          | Sometimes They Come Back… Again!   | ужасы                                                        | 1996 | Адам Гроссман               | Иногда они возвращаются                          | Рассказ              | 1974 |                                                                             |
| Иногда они возвращаются 3               | Sometimes They Come Back… for More | ужасы                                                        | 1998 | Дэниэл Зэлик Берк           | Иногда они возвращаются                          | Рассказ              | 1974 |                                                                             |
| Худеющий                                | Thinner                            | ужасы                                                        | 1996 | Том Холланд                 | Худеющий                                         | Роман                | 1984 |                                                                             |
| Магазин мистических чудес Мерлина       | Merlin’s Shop of Mystical Wonders  | ужасы                                                        | 1996 | Кеннет Дж. Бертон           | Обезьяна                                         | Рассказ              | 1984 | В фильм вошёл фильм Дар дьявола                                             |
| Ночной полёт                            | The Night Flier                    | ужасы                                                        | 1997 | Марк Павиа                  | Летающий в ночи                                  | Рассказ              | 1988 |                                                                             |
| Автострада                              | Quicksilver Highway                | ужасы                                                        | 1997 | Мик Гаррис                  | Клацающие зубы                                   | Новелла              | 1993 |                                                                             |
| Зона 51                                 | Trucks                             | ужасы, мистика                                               | 1997 | Крис Томсон                 | Грузовики                                        | Рассказ              | 1973 | Ремейк «Максимального ускорения»                                            |
| Способный ученик                        | Apt Pupil                          | драма, триллер                                               | 1998 | Брайан Сингер               | Способный ученик                                 | Повесть              | 1982 |                                                                             |
| Зелёная миля                            | The Green Mile                     | фантастика, драма                                            | 1999 | Фрэнк Дарабонт              | Зелёная миля                                     | Роман                | 1996 |                                                                             |
| Кэрри 2: Ярость                         | The Rage: Carrie 2                 |                                                              | 1999 | Кэтт Ши                     |                                                  |                      | -    |                                                                             |
| Llamadas                                |                                    |                                                              | 1999 |                             |                                                  |                      | 1987 | Испанская версия «Извините, номер верный»                                   |
| Сердца в Атлантиде                      | Hearts in Atlantis                 | саспенс, драма                                               | 2001 | Скотт Хикс                  | Низкие Люди в жёлтых плащах                      | Рассказ              | 1999 |                                                                             |
| Кэрри                                   | Carrie                             | ужасы                                                        | 2002 | Дэвид Карсон                | Кэрри                                            | Роман                | 1974 | Ремейк фильма 1976                                                          |
| Воспламеняющая взглядом 2: Все заново   | Firestarter 2: Rekindled           | мистика, триллер, ужасы                                      | 2002 | Роберт Исков                | Воспламеняющая взглядом                          | Роман                | 1980 |                                                                             |
| Ловец снов                              | Dreamcatcher                       | ужасы, фантастика, триллер                                   | 2003 | Лоуренс Кэздан              | Ловец снов                                       | Роман                | 2001 |                                                                             |
| Дневник Елены Римбауэр                  | The Diary of Ellen Rimbauer        |                                                              | 2003 | Крэйг Р. Бэксли             |                                                  | Сценарий             | -    | Телефильм                                                                   |
| Тайное окно                             | Secret Window                      | триллер                                                      | 2004 | Дэвид Кепп                  | Секретное окно, секретный сад                    | Повесть              | 1990 |                                                                             |
| Верхом на пуле                          | Riding the Bullet                  | ужасы                                                        | 2004 | Мик Гаррис                  | Катаясь на «Пуле»                                | Рассказ              | 2000 |                                                                             |
| Безнадёга                               | Desperation                        | ужасы, триллер, мистика                                      | 2006 | Мик Гаррис                  | Безнадёга                                        | Роман                | 1996 | Телефильм                                                                   |
| 1408                                    | 1408                               | ужасы, триллер                                               | 2007 | Микаэль Хофстрём            | 1408                                             | Рассказ              | 1999 | Фильм                                                                       |
| Мгла                                    | The Mist                           | ужасы фантастика, драма, триллер                             | 2007 | Фрэнк Дарабонт              | Туман                                            | Повесть              | 1980 |                                                                             |
| Дети кукурузы                           | Children of the Corn               | ужасы, драма, триллер                                        | 2009 | Доналд Борчерз              | Дети кукурузы                                    | рассказ              | 1977 |                                                                             |
| Кадиллак Долана                         | Dolan’s Cadillac                   | триллер                                                      | 2009 | Jeff Beesley                | Кадиллак Долана                                  | Рассказ              | 1985 |                                                                             |
| Телекинез                               | Carrie                             | мистика, ужасы, драма                                        | 2013 | Кимберли Пирс               | Кэрри                                            | Роман                | 1974 |                                                                             |
| Счастливый брак                         | A Good Marriage                    | триллер                                                      | 2014 | Питер Эскин                 | Счастливый брак                                  | Рассказ              | 2010 |                                                                             |
| Милосердие                              | Mercy                              | триллер, ужасы                                               | 2014 | Питер Корнвэлл              | Бабуля                                           | Рассказ              | 1984 | Телефильм                                                                   |
| Громила                                 | Big Driver                         | триллер                                                      | 2014 | Микаэл Саломон              | Громила                                          | Рассказ              | 2010 | Телефильм                                                                   |
| Мобильник                               | Cell                               | апокалиптика, ужасы                                          | 2016 | Тод Уильямс                 | Мобильник                                        | Роман                | 2006 |                                                                             |
| Оно                                     | It                                 | ужасы                                                        | 2017 | Энди Мускетти               | Оно                                              | Роман                | 1986 |                                                                             |
| Тёмная башня                            | The Dark Tower                     | ужасы, фантастика, фэнтези, вестерн                          | 2017 | Николай Арсель              | Тёмная башня                                     | Роман (Цикл романов) |      |                                                                             |
| Игра Джеральда                          | Gerald’s Game                      | ужасы                                                        | 2017 | Майк Флэнеган               | Игра Джералда                                    | Роман                | 1992 | Фильм                                                                       |
| 1922                                    | 1922                               | ужасы                                                        | 2017 | Зак Хилдитч                 | повесть 1922 из сборника Тьма, — и больше ничего | Повесть              | 2010 | Фильм                                                                       |
| Дети кукурузы: Беглянка                 | Children of the Corn: Runaway      | ужасы                                                        | 2018 | Джон Гулагер                | Дети кукурузы                                    | Рассказ              | 1977 |                                                                             |
| Кладбище домашних животных              | Pet Sematary                       | ужасы, триллер                                               | 2019 | Кевин Колш, Деннис Уидмайер | Кладбище домашних животных                       | Роман                | 1983 |                                                                             |
| Оно 2                                   | It: Chapter Two                    | ужасы                                                        | 2019 | Энди Мускетти               | Оно                                              | Роман                | 1986 |                                                                             |
| В высокой траве                         | In The Tall Grass                  | ужасы                                                        | 2019 | Винченцо Натали             | В высокой траве                                  | Новелла              | 2012 | Художественный фильм, представлен в программе трёх международных фестивалей |
| Доктор Сон                              | Doctor Sleep                       | ужасы                                                        | 2019 | Майк Флэнаган               | Доктор Сон                                       | Роман                | 2013 |                                                                             |
| Дети кукурузы                           | Children of the Corn               | ужасы                                                        | 2020 | Курт Уиммер                 | Дети кукурузы                                    | Рассказ              | 1977 |                                                                             |
| Воспламеняющая взглядом                 | Firestarter                        | Научно-фантастический фильм , ужасы, триллер, кинофантастика | 2022 | Кит Томас                   | Воспламеняющая взглядом                          | Роман                | 1980 |                                                                             |
| Телефон мистера Харригана               | Mr. Harrigan’s Phone               | фильм-триллер                                                | 2022 | Джон Ли Хэнкок              | Телефон мистера Харригана                        | Рассказ              | 2020 |                                                                             |
| Бугимен                                 | The Boogeyman                      | фильм ужасов о сверхъестественном                            | 2023 | Роб Сэвидж                  | И пришёл бука                                    | Рассказ              | 1973 |                                                                             |
| Кладбище домашних животных: Кровные узы | Pet Sematary: Bloodlines           | фильм ужасов о сверхъестественном                            | 2023 | Линдзи Бир                  | Кладбище домашних животных                       | Роман                | 1983 |                                                                             |
| Жребий                                  | Salem’s Lot                        | ужасы                                                        | 2024 | Гари Доберман               | Салемов Удел                                     | Роман                | 1975 |                                                                             |
| Жизнь Чака                              | The Life of Chuck                  | научно-фантастический фильм, драматический фильм             | 2024 | Майк Флэнаган               |                                                  | Рассказ              |      |                                                                             |
| Обезьяна                                | The Monkey                         | фильм ужасов о сверхъестественном                            | 2025 | Оз Перкинс                  | Обезьяна                                         | Рассказ              | 1980 |                                                                             |
| Бегущий человек                         | The Running Man                    | научно-фантастический фильм, боевик                          | 2025 | Эдгар Райт                  | Бегущий человек                                  | Роман                | 1982 |                                                                             |
| Долгая прогулка                         | The Long Walk                      | ужасы                                                        | TBA  | Фрэнсис Лоуренс             | Долгая прогулка                                  | Роман                | 1979 |                                                                             |
| Почти как «бьюик»                       | From a Buick 8                     | ужасы                                                        | TBA  | Уильям Брент Белл           | Почти как «бьюик»                                | Роман                | 2002 |                                                                             |

## Мини-сериалы
Нажмите на  список отсортируется по выбранному столбцу.
| Фильм                                      | Оригинальное название                                     | Жанр                          | Год  | Режиссёр                                                                           | Произведение | Тип      | Год                                             | Прочее                    |
| ------------------------------------------ | --------------------------------------------------------- | ----------------------------- | ---- | ---------------------------------------------------------------------------------- | --- | -------- | ----------------------------------------------- | ------------------------- |
| Салемские вампиры                          | Salem’s Lot                                               | мистика, триллер, ужасы       | 1979 | Тоуб Хупер                                                                         | Жребий | Роман    | 1975                                            | Телесериал из 2 эпизодов  |
| Оно                                        | It                                                        | мистика                       | 1990 | Томми Ли Уоллес                                                                    | Оно | Роман    | 1986                                            | Телесериал из 2 эпизодов  |
| Золотые годы                               | Golden Years                                              | фантастика, триллер, драма    | 1991 | Майкл Горник                                                                       | - | Сценарий | -                                               | Телесериал из 7 эпизодов  |
| Томминокеры: Проклятье подземных призраков | The Tommyknockers                                         | триллер                       | 1993 | Джон Пауэр                                                                         | Томминокеры | Роман    | 1987                                            | Телесериал из 2 эпизодов  |
| Противостояние                             | The Stand                                                 | фантастика, триллер           | 1994 | Мик Гаррис                                                                         | Противостояние | Роман    | 1978 / 1990                                     | Телесериал из 4 эпизодов  |
| Лангольеры                                 | The Langoliers                                            | фантастика, драма             | 1995 | Том Холланд                                                                        | Лангольеры | Повесть  | 1990                                            | Телесериал из 2 эпизодов  |
| Сияние                                     | The Shining                                               | триллер, ужасы                | 1997 | Мик Гаррис                                                                         | Сияние | Роман    | 1977                                            | Телесериал из 3 эпизодов  |
| Буря столетия                              | Storm of the Century                                      | мистика, ужасы, триллер       | 1999 | Крейг Баксли                                                                       | Буря столетия | Сценарий | 1999                                            | Телесериал из 3 эпизодов  |
| Особняк «Красная роза»                     | Rose Red                                                  | триллер, ужасы                | 2002 | Крэйг Бэксли                                                                       | | Сценарий | -                                               | Телесериал из 3 эпизодов  |
| Участь Салема                              | Salem’s Lot                                               | мистика, триллер, ужасы       | 2004 | Микаел Саломон                                                                     | Жребий | Роман    | 1975                                            | Телесериал из 2 эпизодов  |
| Ночные кошмары и фантастические видения    | Nightmares & Dreamscapes from the Stories of Stephen King | ужасы, драма                  | 2006 | Роб Бауман Марк Хабер Брайан Хенсон Сергио Мимица-Геззан Майк Роуб Микаэль Саломон | 1. Поле боя 2. Крауч-Энд 3. Последнее дело Амни 4. Конец всей этой гадости 5. Дорожный ужас прёт на север 6. Пятая четвертушка 7. Секционный зал номер четыре 8. Рок-н-ролльные небеса | Рассказы | 1 — 1997 2 — 1980 3, 4, 6, 8 — 1993 5, 7 — 2002 | Телесериал из 8 эпизодов  |
| Мешок с костями                            | Bag of Bones                                              | Ужасы                         | 2011 | Мик Гаррис                                                                         | Мешок с костями | Роман    | 1998                                            |                           |
| 11.22.63                                   | 11/22/63                                                  | фантастика, триллер, детектив | 2016 | Джеймс Стронг, Фред Туа, Джеймс Кент                                               | 11/22/63 | Роман    | 2011                                            | Телесериал из 8 эпизодов  |
| Чужак                                      | The Outsider                                              | драма, триллер, ужасы         | 2020 | Джейсон Бейтман                                                                    | Чужак | Роман    | 2018                                            | Телесериал из 10 эпизодов |
| Противостояние                             | The Stand                                                 | драма, тёмное фэнтези, ужасы  | 2020 | Джош Бун                                                                           | Противостояние | Роман    | 1978 / 1990                                     | Телесериал из 9 эпизодов  |
| История Лизи                               | Lisey’s Story                                             | драма, ужасы                  | 2021 | Джош Бун                                                                           | История Лизи | Роман    | 2006                                            | Телесериал из 8 эпизодов  |

## Сериалы
Нажмите на  список отсортируется по выбранному столбцу.
| Фильм                 | Оригинальное название | Жанр                             | Год        | Режиссёр        | Произведение                                                            | Тип      | Год  | Прочее |
| --------------------- | --------------------- | -------------------------------- | ---------- | --------------- | ----------------------------------------------------------------------- | -------- | ---- | ------ |
| Мёртвая зона          | The Dead Zone         | фантастика, триллер              | 2002-2007  |                 | Мёртвая зона                                                            | Роман    | 1979 |        |
| Королевский госпиталь | Kingdom Hospital      | ужасы, драма                     | 2004       | Крэйг Р. Бэксли |                                                                         | Сценарий | -    |        |
| Хэйвен                | Haven                 | мистика                          | 2010- 2015 | Адам Кейн       | Парень из Колорадо                                                      | Роман    | 2005 |        |
| Под куполом           | Under The Dome        | научная фантастика, ужасы, драма | 2013-2015  | Брайан К. Вон   | Под куполом                                                             | Роман    | 2009 |        |
| Мгла                  | Mist                  | ужасы                            | 2017       |                 | Туман                                                                   | Повесть  | 1980 |        |
| Мистер Мерседес       | Mr. Mercedes          | Детективный роман                | 2017       | Джек Бендер     | Мистер Мерседес                                                         | Роман    | 2014 |        |
| Касл-Рок              | Castle Rock           | психологические ужасы            | 2018- 2019 |                 | Рассказы Стивена Кинга, действие которых происходит в городке Касл-Рок. |          |      |        |

## Эпизоды в сериалах
Нажмите на  список отсортируется по выбранному столбцу.
| Фильм                   | Оригинальное название                               | Жанр           | Год  | Режиссёр      | Произведение               | Тип      | Год  | Прочее                                                     |
| ----------------------- | --------------------------------------------------- | -------------- | ---- | ------------- | -------------------------- | -------- | ---- | ---------------------------------------------------------- |
| Текст-процессор богов   | Tales from the Darkside: Word Processor of the Gods | триллер, ужасы | 1984 | Майкл Горник  | Всемогущий текст-процессор | Рассказ  | 1983 | 9-й эпизод 1-го сезона телесериала «Сказки тёмной стороны» |
| Бабушка                 | The Twilight Zone: Gramma                           | ужасы          | 1986 | Мэй Брэдфорд  | Бабуля                     | Рассказ  | 1984 | 18 эпизод 1-го сезона телесериала «Сумеречная зона»        |
| Извините, номер верный  | Tales from the Darkside: Sorry, Right Number        | триллер, ужасы | 1987 | Джон Харрисон | Извините, номер верный     | Сценарий | 1987 | 9-й эпизод 4-го сезона телесериала «Сказки тёмной стороны» |
| Двигающийся палец       | Monsters: The Moving Finger                         | ужасы          | 1990 | Кен Мейерс    | Палец                      | Рассказ  | 1990 | 22-й эпизод 3-го сезона телесериала «Монстры»              |
| Откровения Бекки Полсон | The Revelations of Becka Paulson                    |                | 1997 |               | Откровения Бекки Полсон    | Рассказ  | 1984 | Э15 С3 «За гранью возможного»                              |
| Чинга                   | Chinga                                              | ужасы          | 1998 |               | Обезьяна                   | Рассказ  | 1980 | 10-й эпизод 5-го сезона «Секретных материалов»             |

## Короткометражные фильмы
Нажмите на  список отсортируется по выбранному столбцу.
| Фильм                                          | Оригинальное название                                 | Жанр           | Год  | Режиссёр                 | Произведение                              | Тип           | Год  | Прочее                                                            |
| ---------------------------------------------- | ----------------------------------------------------- | -------------- | ---- | ------------------------ | ----------------------------------------- | ------------- | ---- | ----------------------------------------------------------------- |
| Бугимен                                        | The Boogeyman                                         | ужасы          | 1982 | Джеффри Широ             | И пришёл бука                             | Рассказ       | 1973 |                                                                   |
| Апостолы Ворона                                | Disciples of the Crow                                 | ужасы          | 1983 | Джон Вудворд             | Дети кукурузы                             | Рассказ       | 1977 |                                                                   |
| Женщина в комнате                              | The Woman in the Room                                 | триллер, драма | 1983 | Фрэнк Дарабонт           | Женщина в палате                          | Рассказ       | 1978 |                                                                   |
| Последняя перекладина                          | The Last Rung on the Ladder                           | драма          | 1987 | Дэниэл Трон, Джеймс Коул | Последняя перекладина                     | Рассказ       | 1978 |                                                                   |
| Сказки с тёмной стороны                        | Tales from the Darkside: The Movie: The Cat From Hell | ужасы          | 1990 | Джон Харрисон            | Адова кошка                               | Рассказ       | 1977 | Короткометражный фильм, 2-й эпизод фильма «Сказки тёмной стороны» |
| Майкл Джексон: Призраки                        | Ghosts                                                | ужасы          | 1997 | Стэн Уинстон             | —                                         | Сценарий      | 1997 |                                                                   |
| Паранойя                                       | Paranoid                                              | триллер        | 2000 | Джей Холбен              | Заклятие параноика                        | Стихотворение | 1985 |                                                                   |
| Земляничная весна                              | Strawberry Spring                                     | триллер        | 2001 | Довид Линдер             | Земляничная весна                         | Рассказ       | 1968 |                                                                   |
| Ночной прибой                                  | Night Surf                                            |                | 2002 | Питер Салливан           | Ночной прибой                             | Рассказ       | 1978 |                                                                   |
| Дождливый сезон                                | Rainy Season                                          | ужасы          | 2002 | Ник Уотерс               | Сезон дождей                              | Рассказ       | 1989 |                                                                   |
| Секционный зал номер четыре                    | Autopsy Room Four                                     | ужасы          | 2003 | Стивен Закман            | Секционный зал номер четыре               | Рассказ       | 1997 |                                                                   |
| И были тигры                                   | Here There Be Tygers                                  | триллер        | 2003 | Джеймс Кокрейн           | Здесь тоже водятся тигры                  | Рассказ       | 1968 |                                                                   |
| Человек в чёрном костюме                       | The Man in the Black Suit                             | ужасы, триллер | 2003 | Э. Николас Мариани       | Человек в чёрном костюме                  | Рассказ       | 1994 |                                                                   |
| The Secret Transit Codes of America’s Highways | The Secret Transit Codes of America’s Highways        |                | 2004 | Брайан Берковиц          | Все, что ты любил когда-то, ветром унесет | Рассказ       | 2001 |                                                                   |
| Все, что ты любил когда-то, ветром унесет      | All That You Love Will Be Carried Away                | драма          | 2004 | Джеймс Реннер            | Все, что ты любил когда-то, ветром унесет | Рассказ       | 2001 |                                                                   |
| Четвертак, приносящий удачу                    | Luckey Quarter                                        | комедия, драма | 2005 | Роберт Кокрейн           | Четвертак, приносящий удачу               | Рассказ       | 1995 |                                                                   |
| Завтрак в «Кафе Готэм»                         | Lunch at the Gotham Café                              | драма          | 2005 | Джек Сойер               | Завтрак в «Кафе Готэм»                    | Рассказ       | 1995 |                                                                   |
| Извините, номер верный                         | Sorry, Number Right                                   | триллер        | 2005 | Брайан Берковитц         | Извините, номер верный                    | Пьеса         | 1987 |                                                                   |
| Громила                                        | Big Driver                                            | триллер        | 2014 | Кайл Барнетт             | Громила                                   | Рассказ       | 2010 |                                                                   |
| Все, что ты любил когда-то, ветром унесет      | All That You Love Will Be Carried Away                | комедия, драма | 2017 | Том Барбор-Майт          | Все, что ты любил когда-то, ветром унесет | Рассказ       | 2001 |                                                                   |
| Пустите детей                                  | Пустите детей Let the Children in                     | ужасы          | 2017 | Александр Домогаров мл.  | Детки в клетке                            | Рассказ       | 1972 |                                                                   |
| Четвертак, приносящий удачу                    | Luckey Quarter                                        |                | 2023 | Л. Э. Перальта           | Четвертак, приносящий удачу               | Рассказ       | 1995 |                                                                   |
| Уилла                                          | Willa                                                 | ужасы          | 2023 | Уоррен Дункан            | Уилла                                     | Рассказ       | 2006 | [ 3 ]                                                             |